# FPT Retail
Công ty Cổ phần Bán lẻ Kỹ thuật số FPT (tiếng Anh: FPT Digital Retail Joint Stock Company), gọi tắt là FPT Retail được thành lập từ năm 2012 tại Việt Nam, là một thành viên của Tập đoàn FPT. Hiện nay, FPT Retail đang sở hữu 2 chuỗi bán lẻ là FPT Shop và F.Studio By FPT với tổng số hơn 630 cửa hàng trên khắp 63 tỉnh thành và 1 công ty con là FPT Pharma. Đội ngũ nhân viên hiện là 6.000 người. Ngày 26/4/2018, cổ phiếu của FPT Retail chính thức niêm yết trên Sàn Giao dịch Chứng Khoán Thành phố Hồ Chí Minh (HoSE) với mã FRT.
Hệ thống bán lẻ FPT Shop: là chuỗi chuyên bán lẻ các sản phẩm kỹ thuật số di động bao gồm điện thoại di động, máy tính bảng, laptop, phụ kiện và dịch vụ công nghệ... FPT Shop là hệ thống bán lẻ đầu tiên ở Việt Nam được cấp chứng chỉ ISO 9001:2000 về quản lý chất lượng theo tiêu chuẩn quốc tế.
Hệ thống F.Studio By FPT: là chuỗi cửa hàng được ủy quyền chính thức của Apple tại Việt Nam, chuyên kinh doanh các sản phẩm chính hãng của Apple. FPT Retail là công ty đầu tiên có chuỗi bán lẻ với mô hình cửa hàng chuẩn của Apple, bao gồm: AAR (Apple Authorised Reseller) và iCorner.
FPT Pharma (thành lập ngày 13/9/2018): sở hữu chuỗi Nhà thuốc Long Châu chuyên kinh doanh dược phẩm, dụng cụ y khoa, thực phẩm chức năng chính hãng.
Năm 2019, FPT Retail đạt doanh thu 16,634 tỉ đồng, tăng 9% so với năm 2018. Doanh thu online đạt mức 3,899 tỷ đồng, tăng trưởng 60% so với năm 2018 và chiếm tỷ trọng 23.4% tổng doanh thu của công ty. Lợi nhuận trước thuế đạt 278 tỷ đồng, giảm 36% so với năm 2018.

## Lịch sử
Năm 2012: Tháng 03/2012 CTCP Bán lẻ Kỹ thuật số được thành lập, là một trong 07 công ty trực thuộc CTCP FPT.
Năm 2013: Tháng 12/2013, FPT Shop chính thức đạt mốc 100 cửa hàng.
Năm 2014: FPT Shop đạt mốc 200 cửa hàng trên khắp 63 tỉnh thành; trở thành nhà nhập khẩu trực tiếp của iPhone chính hãng.
Năm 2015: FPT Shop đạt được mức tăng trưởng nhanh nhất so với các công ty trực thuộc cùng Công ty Cổ phần FPT với doanh thu tăng 50% so với năm 2014, lợi nhuận trước thuế tăng 338,7%.
Năm 2016: FPT Shop đạt mốc 385 cửa hàng trên khắp 63 tỉnh thành. Doanh thu online tăng gấp đôi, đạt hơn 1.000 tỷ đồng. Khai trương 80 khu trải nghiệm Apple corner trên toàn quốc.
Năm 2017: Tháng 07/2017, Công ty đạt được các giải thưởng uy tín trong ngành bán lẻ như sau: Top 4 nhà bán lẻ hàng đầu Việt Nam (Bộ Công Thương, 2017), Top 500 nhà bán lẻ hàng đầu Châu Á – Thái Bình Dương (Retail Asia) (Euromonitor, 2017). Trở thành công ty đại chúng từ tháng 6/2017 Tại 31/12/2017, Công ty có 473 cửa hàng trên toàn quốc (bao gồm cả FPT Shop và F.Studio)
Năm 2018:  Trong quý 3, FPT Retail đã thành lập công ty con là Dược phẩm FPT Long Châu với số vốn điều lệ 100 tỷ đồng, trong đó FPT Retail đóng góp 75% vốn điều lệ. Trong năm, FPT Retail cũng vinh dự được nhận nhiều giải thưởng: Top 10 Nhà Bán lẻ uy tín 2018 do Vietnam Report bình chọn, được vinh danh Thương hiệu mạnh Việt Nam liên tiếp trong 6 năm từ 2013 đến 2018 do Thời báo Kinh tế Việt Nam  tổ chức, Top 500 Doanh nghiệp lớn nhất Việt Nam (Vietnam Report). Tính đến tháng 8/2018, FPT Retail lọt vào Top 5 nhà bán lẻ hàng đầu ở Việt Nam, Top 500 nhà bán lẻ hàng đầu Châu Á – Thái Bình Dương (Retail Asia). Tháng 11/2018, FPT Retail đã lọt Top 10 nhà bán lẻ uy tín do Công ty cổ phần Báo cáo đánh giá VN (Vietnam Report) và báo điện tử Vietnamnet tiến hành khảo sát. Với doanh số/m2 vượt trội so với các đối thủ trong top 10 nhà bán lẻ lớn nhất Việt Nam, cụ thể là 14.523 USD/m2, FPT Shop đã duy trì vị trí nhà bán lẻ hiệu quả nhất tính trên diện tích mặt sàn kinh doanh.
Năm 2019: FPT Retail được vinh danh trong các giải thưởng: Top 3 công ty uy tín ngành bán lẻ 2019 (Vietnam Report), Top 500 doanh nghiệp lợi nhuận tốt nhất năm 2019 (Vietnam Report), Top 10 doanh nghiệp Tin và dùng năm 2019 (VnEconomy), Top 50 công ty niêm yết tốt nhất năm 2019 (Forbes Vietnam), Top 50 công ty kinh doanh hiệu quả nhất Việt Nam 2019 (Nhịp cầu đầu tư), Top 100 công ty đại chúng lớn nhất (Forbes Vietnam). Tháng 11/2019, công ty hoàn thành kế hoạch mở 70 nhà thuốc Long Châu trước 1 tháng so với dự kiến.
Năm 2020: Ngày 28/5/2020, Công ty Bán lẻ Kỹ thuật số FPT tổ chức họp Đại hội đồng cổ đông năm 2020.  Ngày 22/10/2020, Công ty Cổ phần Bán lẻ Kỹ thuật số FPT lọt Top 10 Công ty uy tín năm thứ tư liên tiếp do Công ty cổ phần Báo cáo đánh giá Việt Nam (Vietnam Report) và báo điện tử Vietnamnet tổ chức.
Năm 2021: FPT Retail được vinh danh trong các giải thưởng:
- Thương hiệu mạnh Việt Nam 2021 - Ngày 12/10/2021 (Tạp chí Kinh tế Việt Nam) FPT Retail lọt top 100 Thương hiệu mạnh Việt Nam 2021
- Top 10 Công ty Bán lẻ uy tín năm 2021 - Ngày 22/10/2021 (Vietnam Report và VietNamNet) Top 10 công ty bán lẻ uy tín năm 2021
- Top 3 Doanh nghiệp niêm yết có hoạt động IR được nhà đầu tư yêu thích nhất năm 2021 - Ngày 07/12/2021 (Vietstock, Hiệp hội Vafe và Báo FiLi) IR Awards 2021: Lộ diện top 3 doanh nghiệp có hoạt động IR xuất sắc nhất

Năm 2022:  FPT Retail được vinh danh trong các giải thưởng:
- Top 10 Thương hiệu mạnh 2022 - Ngành Bán lẻ lần thứ 9 liên tiếp.FPT Retail được vinh danh công ty bán lẻ uy tín năm 2022
- Xếp vị trí thứ 2 tại Top 10 Công ty Bán lẻ uy tín năm 2022 lần thứ 6 liên tiếp.Top 10 công ty bán lẻ uy tín năm 2022
- Top 3 Mid Cap có hoạt động IR được Nhà đầu tư yêu thích nhất & Top 3 Mid Cap có hoạt động IR được Định chế tài chính đánh giá cao nhất năm 2022 tại IR Awards 2022.Gọi tên 12 DN xuất sắc tại IR AWARDS 2022
- FPT Long Châu lần đầu tiên đạt Top 10 Tin dùng Việt Nam 2022.FPT Long Châu được vinh danh 'Top 10 Tin Dùng Việt Nam 2022'
- FPT Long Châu là chuỗi nhà thuốc đầu tiên được vinh danh Doanh nghiệp Chuyển đổi số tiêu biểu 2022. FPT Long Châu là chuỗi nhà thuốc được vinh danh Doanh nghiệp chuyển đổi số tiêu biểu

## Cơ cấu tổ chức
Hiện FPT Retail đang sở hữu 2 chuỗi bán lẻ là FPT Shop và F.Studio By FPT với tổng số hơn 600 cửa hàng trên khắp 63 tỉnh thành và 1 công ty con là FPT Pharma. Công ty đặt trụ sở chính tại 261 - 263 Khánh Hội, Phường 05, Quận 4, Thành phố Hồ Chí Minh.
1. Hệ thống bán lẻ FPT Shop
2. Hệ thống F.Studio By FPT.
3. Công ty con FPT Pharma.

## Lĩnh vực kinh doanh
Ngành nghề kinh doanh chính: bán lẻ máy vi tính, thiết bị ngoại vi, phần mềm, thiết bị viễn thông, dược phẩm, dụng cụ y khoa, mỹ phẩm... trong các cửa hàng chuyên doanh.

## Thành tựu
- Đứng thứ 1 về thị phần máy tính xách tay tại Việt Nam (từ năm 2015 đến nay).
- Đứng thứ 2 về thị phần điện thoại và là nhà bán lẻ Apple chính hãng hàng đầu tại Việt Nam với đầy đủ các chuẩn cửa hàng, được vinh danh Thương hiệu mạnh Việt Nam liên tiếp trong 6 năm 2013 đến 2018 (Thời báo Kinh tế Việt Nam tổ chức)[14].
- Top 100 công ty đại chúng lớn nhất năm 2019 (Forbes Vietnam).
- Top 50 công ty niêm yết tốt nhất năm 2019 (Forbes Vietnam).
- Top 3 công ty uy tín ngành bán lẻ 2019 (Vietnam Report).[15]
- Top 50 công ty kinh doanh hiệu quả nhất Việt Nam 2019 (Tạp chí Nhịp cầu đầu tư công bố).
- Top 500 doanh nghiệp có lợi nhuận tốt nhất năm 2019 (Vietnam Report và Vietnamnet khảo sát).
- Top 500 doanh nghiệp lớn nhất Việt Nam năm 2018, năm 2019 (Vietnam Report và Vietnamnet khảo sát).
- Top 10 Nhà bán lẻ uy tín liên tiếp trong 3 năm 2017[16], 2018, 2019 (Vietnam Report và Vietnamnet khảo sát).
- Top 10 sản phẩm – dịch vụ Tin và Dùng trong 2 năm 2018, 2019 (Thời báo Kinh tế VN bình chọn).
- Top 500 nhà bán lẻ hàng đầu Châu Á – Thái Bình Dương năm 2018 (Retail Asia).
- Top 5 nhà bán lẻ hàng đầu ở Việt Nam năm 2018 (Retail Asia).[17]
- Top 500 nhà bán lẻ hàng đầu Châu Á – Thái Bình Dương năm 2017 (Retail Asia) (Euromonitor, 2017)
- Top 4 nhà bán lẻ hàng đầu Việt Nam năm 2017 (Bộ Công Thương)[18].
- Nhà bán lẻ được yêu thích nhất 2016 (Thời báo Kinh tế VN bình chọn)[19].